# (523634) 2010 AH2
(523634) 2010 AH2 ist ein großes transneptunisches Objekt im Kuipergürtel, das bahndynamisch als erweitertes Scattered Disk Object (DO) oder als Cubewano (CKBO) eingestuft wird. Aufgrund seiner Größe gehört der Asteroid zu den Zwergplanetenkandidaten.

## Entdeckung
2010 AH2 wurde am 6. Januar 2010 von einem Astronomenteam, im Rahmen des Spacewatch-Projekts mit dem 1,8-m-Ritchey-Chretien-Teleskop (PS2) am Kitt-Peak-Observatorium (Arizona) entdeckt. Die Entdeckung wurde am 18. März 2010 bekanntgegeben, der Planetoid erhielt am 25. September 2018 von der IAU die Kleinplaneten-Nummer 523634.
Nach seiner Entdeckung ließ sich 2010 AH2 auf Fotos, die im Rahmen des Sloan-Digital-Sky-Survey-Programmes (SDSS) am Apache-Point-Observatorium (New Mexico) gemacht wurden, bis zum 1. Februar 2003 zurückgehend identifizieren und so seinen Beobachtungszeitraum um sieben Jahre verlängern, um so seine Umlaufbahn genauer zu berechnen. Seither wurde der Planetoid durch verschiedene erdbasierte Teleskope beobachtet. Im Oktober 2018 lagen insgesamt 198 Beobachtungen über einen Zeitraum von 16 Jahren vor. Die bisher letzte Beobachtung wurde im März 2018 am Pan-STARRS-Teleskop (PS1) (Maui) durchgeführt. (Stand 2. April 2019)

## Eigenschaften

### Umlaufbahn
2010 AH2 umkreist die Sonne in 257,16 Jahren auf einer fast kreisförmigen Umlaufbahn zwischen 38,62 AE und 42,26 AE Abstand zu deren Zentrum. Die Bahnexzentrizität beträgt 0,045, die Bahn ist 18,06° gegenüber der Ekliptik geneigt. Derzeit ist der Planetoid 39,12 AE von der Sonne entfernt. Das Perihel durchläuft er das nächste Mal 2049, der letzte Periheldurchlauf dürfte also im Jahre 1791 erfolgt sein.
Marc Buie (DES) klassifiziert den Planetoiden als erweitertes SDO (ESDO bzw. DO), während vom Minor Planet Center keine spezifische Einstufung existiert; letzteres ordnet ihn als Nicht-SDO und allgemein als «Distant Object» ein. Das Johnston’s Archive führt ihn dagegen als Cubewano auf, wobei er zu den bahndynamisch «heißen» klassischen KBO gehören würde.

### Größe
Derzeit wird von einem Durchmesser von 302 km ausgegangen, basierend auf einem Rückstrahlvermögen von 8 % und einer absoluten Helligkeit von 6,0 m. Ausgehend von diesem Durchmesser ergibt sich eine Gesamtoberfläche von etwa 287.000 km2. Die scheinbare Helligkeit von 2010 AH2 beträgt 21,95 m.
Da es denkbar ist, dass sich 2010 AH2 aufgrund seiner Größe im hydrostatischen Gleichgewicht befindet und somit weitgehend rund sein könnte, erfüllt er möglicherweise die Kriterien für eine Einstufung als Zwergplanet. Mike Brown geht davon aus, dass es sich bei 2010 AH2 um vielleicht einen Zwergplaneten handelt.
| Jahr                                         | Abmessungen km | Quelle   |
| -------------------------------------------- | -------------- | -------- |
| 2018                                         | 306,0          | Johnston |
| 2018                                         | 302,0          | Brown    |
| Die präziseste Bestimmung ist fett markiert. |                |          |